# Lokogba
Lokogba est un arrondissement du département de Couffo au Bénin. 

## Géographie
Lokogba est une division administrative sous la juridiction de la commune de Lalo.

## Démographie
Selon le recensement de la population effectué par l'Institut National de la Statistique Bénin en 2013, Lokogba compte 15 991 habitants.